# 奥托·贝克尔
奥托·贝克尔（德語：Otto Becker，1958年12月3日—），德国男子马术运动员。他曾代表德国参加1992年、2000年和2004年夏季奥林匹克运动会马术比赛，共获得一枚金牌和一枚铜牌。